# Округ Филипс (Канзас)
Округ Филипс (енгл. Phillips County) је округ у америчкој савезној држави Канзас. По попису из 2010. године број становника је 5.642. Седиште округа је град Филипсбург.

## Демографија
Према попису становништва из 2010. у округу је живело 5.642 становника, што је 359 (6,0%) становника мање него 2000. године.
| Група             | 2000.         | 2010.         |
| Белци             | 5.868 (97,8%) | 5.394 (95,6%) |
| Афроамериканци    | 15 (0,2%)     | 23 (0,4%)     |
| Азијати           | 27 (0,4%)     | 41 (0,7%)     |
| Хиспаноамериканци | 40 (0,7%)     | 121 (2,1%)    |
| Укупно            | 6.001         | 5.642         |